# 中井伊都子
中井 伊都子（なかい いつこ、1965年 - ）は日本の法学者。国際連合人権理事会諮問委員会委員（2019年-2022年）。2020年4月から甲南大学学長（第18代）。2002年から同大学教授で、専門は国際法。国際法学会理事、世界人権問題研究センター研究員、平成24年内閣官房第三国定住に関する有識者会議構成員。
京都大学大学院法学研究科修士課程修了、博士課程中途退学。
甲南大学では、ハラスメント部長を務めた。しかしながら在任中に発生した文化部でのハラスメントをきっかけとした自殺問題における対応が適切ではなかったことがピックアップされている。